# Echeveria × imbricata
Echeveria × imbricata es una especie de planta suculenta de la familia Crassulaceae. Es un híbrido fértil obtenido en Francia, originado por la junta entre E. metallica y E. glauca.

## Descripción
Es una planta herbácea, suculenta, perenne y acaule o bien de tallo muy corto. Puede estar ramificada. Sus "pollitos" crecen en la base de la planta, al ras del suelo. 
Está repleta de hojas son obovadas, con borde entero. De un azules o verdosas en forma de "pala". Sus bordes se tornan de un color anaranjado o rosado con una alta exposición solar. No tienen una carnosidad destacable. 
Sus flores son pequeñas y numerosas. Presentan colores amarillos y rosas muy brillantes.

## Valor ornamental
Es una especie muy utilizada en los jardines y terrarios de todo el mundo, debido a su hermoso color y gran producción de plantas hijas. 

## Clones o variedades
Echeveria 'Big blue' (hermana de semilla)  